# 미키마우스 클럽하우스
《미키마우스 클럽하우스》(Mickey Mouse Clubhouse)는 미국 월트 디즈니 컴퍼니가 제작한 텔레비전 애니메이션이다.

## Fearturing the Voice OF 등장 인물
- 미키 마우스(Mickey Mouse) : 강수진 → 남도형

주인공으로, 항상 사물을 긍정적으로 바라본다. 살짝 덤벙대는 면이 있긴하지만 누구보다 친구들을 사랑한다. 친한친구와 친하지 않은 친구가 확실히드러나는 성격이다. 상징색은 빨강, 검정이다.
- 미니 마우스(Minnie Mouse) : 안소이 → 김미정

미키의 여자친구로, 친절하게 미키와 친구들을 도와준다. 리본을 좋아하고 상징색은 핑크, 검정이다.
- 도널드 덕(Donald Duck) : 김환진 → 전태열

꽥꽥대는 목소리가 특징인 미키의 친구이다. 걸핏하면 화를 잘 내는 것이 단점이다. 상징색은 흰색, 파란색이다.
- 데이지 덕(Daisy Duck) : 최덕희→ 강경아

도널드의 여자친구이다. 날로 먹는다. 상징색은 흰색, 보라색이다.
- 구피(Goofy) : 홍범기 → 신용우

덤벙대는 경향이 있으나 상냥한 미키의 친구이다. 상징색은 주황색이다.
- 피트(Pete) : 한상덕 →  최재호

미키와 친구들을 가끔씩 방해하려는 경우도 많다.
- 투들즈 (Toodles): 양정화 → 이상헌

미키 마우스 얼굴 모양으로 생겼으며, 마우스케툴을 가져다준다. 생일 때 목소리와 얼굴을 얻었다.
- 큐들즈 (Quoodles): 박선영 → 한수경

미니 마우스처럼 리본을 달고 있는 투들즈의 여자친구. 미니렐라 편에서 미니에게 마우스케툴을 가져다주었다.
- 아기 하마 힐다 (Hilda the baby hippo): 우정신

커서 힘이 센 아기 하마. 미니렐라 편에서 마차를 밀어 꺼내 주었다.
- 거인 윌리 (Willie the Giant): 신용우

구름 위의 집에 살고 있는 미키 마우스의 거인 친구.

## Dibstrubied by 우리말 제작
- 한국어 제작 : Disney Character Voices International,Inc.